# Anagyrus foersteri
Anagyrus foersteri är en stekelart som först beskrevs av Girault 1915.  Anagyrus foersteri ingår i släktet Anagyrus och familjen sköldlussteklar. Inga underarter finns listade i Catalogue of Life.